# یوره، سوئد
یِوره (به سوئدی: Jävre) یک منطقه مسکونی است که در بخش پیتیو شهرستان نوربوتن در کشور سوئد واقع شده است. جمعیت یوره در پایان سال ۲۰۱۰ بالغ بر ۵۷۶ نفر بوده است.